# Zbraslav (Štědrá)
Zbraslav (německy Praßles) je malá vesnice, část obce Štědrá v okrese Karlovy Vary v Karlovarském kraji. Nachází se asi tři kilometry jihovýchodně od Štědré. Prochází zde silnice II/193. Zbraslav leží v katastrálním území Zbraslav u Štědré o rozloze 4,24 km².

## Historie
První písemná zmínka o vesnici pochází z roku 1379.

## Obyvatelstvo
Při sčítání lidu v roce 1921 zde žilo 173 obyvatel (z toho 83 mužů) německé národnosti a římskokatolického vyznání. Podle sčítání lidu z roku 1930 měla vesnice 173 obyvatel německé národnosti, kteří se kromě jednoho člověka bez vyznání hlásili k římskokatolické církvi.
|           | 1869 | 1880 | 1890 | 1900 | 1910 | 1921 | 1930 | 1950 | 1961 | 1970 | 1980 | 1991 | 2001 | 2011 | 2021 |
| --------- | ---- | ---- | ---- | ---- | ---- | ---- | ---- | ---- | ---- | ---- | ---- | ---- | ---- | ---- | ---- |
| Obyvatelé | 187  | 164  | 160  | 162  | 151  | 173  | 173  | 97   | 90   | 67   | 78   | 62   | 63   | 63   | 70   |
| Domy      | 44   | 38   | 38   | 35   | 36   | 33   | 34   | 25   | 20   | 21   | 20   | 20   | 26   | 26   | 26   |

## Obecní správa
Při sčítání lidu v letech 1869–1974 Zbraslav byl samostatnou obcí, se kterým patřil nejprve do okresu Žlutice, ale v roce 1950 v okrese Toužim a v letech 1961–1974 v okrese Karlovy Vary. Od 1. ledna 1975 je částí obce Štědrá v okrese Karlovy Vary. V letech 1961–1974 k obci patřil Domašín.

## Pamětihodnosti
- Sousoší Kalvárie stojí severně od obce